# Birk
 For alternative betydninger, se Birk (flertydig). (Se også artikler, som begynder med Birk)
Slægten Birk (Betula) er udbredt med ca. 50 arter i Europa, Asien og Nordamerika. Arterne er kendetegnet ved, at de har rakleskæl, der er trefligede. Birkene er løvfældende buske eller træer. De er pionertræer og meget hurtigtvoksende, men forholdsvist kortlevende. Mange af arterne har en iøjnefaldende hvid bark. Bladene er spredtstillede med savtakket rand. Blomsterne er samlet i rakler. De hanlige rakler er hængende, mens de hunlige er oprette. Blomsterne og senere også frøene sidder skjult mellem højbladene i frugtstanden. Frugterne er vingede nødder. Her beskrives kun dem, som er vildtvoksende eller almindeligt dyrkede i Danmark.
| Beskrevne arter |

- Rødbirk (Betula albosinensis)
- Gul birk (Betula alleghaniensis)
- Betula chinensis
- Østasiatisk birk (Betula davurica)
- Kamtjatkabirk (Betula ermanii)
- Kirtelbirk (Betula glandulosa)
- Sukkerbirk (Betula lenta)
- Ellebladet birk (Betula maximowicziana)
- Dværgbirk (Betula nana)
- Sortbirk (Betula nigra)
- Papirbirk (Betula papyrifera)
- Vortebirk (Betula pendula)
- Dunbirk (Betula pubescens)
- Betula szaferi
- Himalayabirk (Betula utilis)
  - Kobberbirk (Betula utilis var. utilis)

| Andre arter og hybrider |

| - Betula alnoides - Betula apoiensis - Betula × aurata - Betula corylifolia - Betula costata - Betula cylindrostachya - Betula divaricata - Betula forrestii - Betula fruticosa - Betula glandulosa - Betula globispica - Betula gmelinii - Betula grossa - Betula humilis - Betula insignis | - Betula kenaica - Betula kirghisorum - Betula × koehnei - Betula lanata - Betula litwinowii - Betula luminifera - Betula medwediewii - Betula megrelica - Betula michauxii - Betula murrayana - Betula neoalaskana - Betula occidentalis - Betula ovalifolia - Betula platyphylla - Betula populifolia - Betula potaninii | - Betula procurva - Betula pumila - Betula × purpusii - Betula raddeana - Betula × raymundii - Betula × sandbergii - Betula saposhnikovii - Betula schmidtii - Betula schugnanica - Betula tianschanica - Betula tristis - Betula turkestanica - Betula uber |